# Fusigonalia metaensis
Fusigonalia metaensis är en insektsart som beskrevs av Young 1977. Fusigonalia metaensis ingår i släktet Fusigonalia och familjen dvärgstritar. Inga underarter finns listade i Catalogue of Life.